# Rock 'N Roll Soul
«Rock & Roll Soul» — пісня американського рок-гурту Grand Funk Railroad, випущена як сингл у серпні 1972 року. Трек увійшов до альбому Phoenix, їх сьомої студійної платівки. Композиція, яку написав фронтмен гурту Марк Фарнер, вже за місяць посіла 29-те місце у чарті Billboard Hot 100.

## Історія створення
Rock & Roll Soul став першим синглом Grand Funk Railroad, спродюсованим без участі колишнього менеджера Террі Найта. Після конфлікту щодо прав на назву гурту та прибутки від продажів, учасники вирішили діяти самостійно. Рішення продюсувати альбом власними силами ознаменувало новий етап у кар'єрі гурту, назва якого скоротилась до Grand Funk. Як пізніше зазначив ударник гурту Дон Брюер, першим кроком до відчуття свободи стало потрапляння в Top 40.

## Характеристика композиції
Текст пісні — своєрідна ода рок-н-ролу як стилю життя. Вже з перших слів — «We're havin' a party, everyone's invitation» — вона звучить як беззаперечна декларація свободи, драйву й музичного братерства. Цей настрій підхоплює фірмовий грув гурту — хітовий ритм.
Основу з хвилюючим, рухливим ритмом утворює й щільна взаємодія барабанів Дона Брюера та бас-гітари Мела Шахера. Вокальні партії Фарнера та Брюера — то в унісон, то по черзі — звучать з притаманною їм емоційністю й переконливістю. Гітарні рифи перегукуються з органними фразами у дусі госпелу та R&B, додаючи глибини й душевного піднесення. Ця пісня — одна з останніх у творчості Grand Funk, що так виразно апелює до музичних ідей кінця 60-х.

## Реакція та вплив
Попри змішані відгуки на альбом Phoenix, сингл Rock & Roll Soul став його беззаперечним рятівником — як у комерційному, так і в художньому сенсі. Композиція досягла 29-го місця у чарті Billboard Hot 100, ставши першим хітом гурту після розриву з менеджером Террі Найтом. Як згодом зізнавався Дон Брюер: : 
|  | Пісня врятувала альбом, вона єдина мала той енергійний фанк-грув, який люди очікували від нас |

Композиція справила сильне враження і на Прінса, майбутню поп-ікону. Як згадує Мік Уолл у біографії Prince: Purple Reign (Orion, 2016), підлітком Прінс був зачарований звучанням органа й гітарними ходами в Rock & Roll Soul настільки, що назвав свій перший гурт Phoenix — на честь однойменного альбому Grand Funk. Енергія важкого груву, поєднання соулу й року, а також сценічна щирість гурту залишили слід у формуванні еклектичного стилю майбутнього музичного новатора.

## Перевидання 1979 року
У 1979 році сингл «Rock & Roll Soul» був перевиданий на лейблі Capitol у новій конфігурації. Замість інструментального твору «Flight of the Phoenix», який навряд чи міг бути хітом, на зворотному боці тепер розмістили одну з найяскравіших композицій альбому E Pluribus Funk — пісню Footstompin' Music.
Фактично, оновлений сингл поєднав два найпотужніші треки, які свого часу стали не просто рятівними для альбомів Phoenix і E Pluribus Funk, але й заклали підвалини їхнього тріумфу. Обидві пісні згодом неодноразово виконувались наживо та регулярно з’являлися на збірках гурту. Це перевидання символічно підкреслило напрямок, якого гурт дотримувався у своїх найуспішніших студійних та концертних роботах 70-х років.

## Цікавий факт
У серпні 1989 року, на 20-річчя фестивалю Вудсток у Домінгес-Гіллз, Каліфорнія, Марк Фарнер виконав дев’ять класичних хітів Grand Funk, зокрема й Rock & Roll Soul. Аудіо- та відеозаписи концерту вважалися втраченими, однак згодом були знайдені й видані під назвою Rock 'n Roll Soul: Live на CD, DVD і вінілі. Фарнер був вражений якістю запису: 
|  | Це настільки чітко і живо… передає настрій публіки і взаємодію. Думаю, й людям сподобається |